# Götsjön
Götsjön är en sjö i Hagfors kommun i Värmland och ingår i Göta älvs huvudavrinningsområde. Sjön är 7 meter djup, har en yta på 0,407 kvadratkilometer och är belägen 245 meter över havet. Sjön avvattnas av vattendraget Götån.

## Delavrinningsområde
Götsjön ingår i det delavrinningsområde (667789-137340) som SMHI kallar för Mynnar i Göta älvs vattendragsyta. Medelhöjden är 249 meter över havet och ytan är 48,72 kvadratkilometer. Det finns inga avrinningsområden uppströms utan avrinningsområdet är högsta punkten. Götån som avvattnar avrinningsområdet har biflödesordning 2, vilket innebär att vattnet flödar genom totalt 2 vattendrag innan det når havet efter 368 kilometer. Avrinningsområdet består mestadels av skog (79 procent). Avrinningsområdet har 0,42 kvadratkilometer vattenytor vilket ger det en sjöprocent på 0,9 procent.